# Lomaptera pepini
Lomaptera pepini är en skalbaggsart som beskrevs av Rigout 1997. Lomaptera pepini ingår i släktet Lomaptera och familjen Cetoniidae. Inga underarter finns listade i Catalogue of Life.